# Stadsbussarna i Gävle
Stadsbussarna i Gävle är marknadsföringsnamnet på den lokala busstrafiken i Gävle med omnejd. Vy Buss (f.d. Nettbuss) ansvarar sedan 2010 för genomförandet av trafiken, och den utförs i deras namn men med X-Trafiks taxor. Sedan slutet av 1990-talet upphandlas trafiken på entreprenad. Vy Buss har fått förnyat förtroende att fortsätta driva trafiken i 10 år till med start i juni 2020, från och med då kommer bussarna vara lackerade i X-trafiks färger.

## Historia
Ursprunget till Gävles lokalbusstrafik är kommunala Gävle stads spårvägar som under åren 1909–1956 bedrev spårvägs- och busstrafik i staden. Efter spårvägens nedläggning byttes namn till Gävle Stadstrafik (år 1959) och trafiken baserades på bussar. Även några privata bussbolag bedrev busstrafik i stadens ytterområden; dessa köptes med tiden upp av kommunen.
Under åren 1994–1998 omfattade trafiken sannolikt flest linjer, 1–18 samt 20, där 1–4, 6, 7 och 15 hade minst halvtimmestrafik, 11, 12, 14, och 17 var kvälls- och nattlinjer och de övriga mer lokala linjer med begränsad trafik. Utöver det fanns fyra servicelinjer som trafikerades med små låggolvsbussar, för rörelsehindrades och äldres bekvämlighet.
År 1999 rationaliserades trafiken i ett första steg, där de särskilda nattlinjerna togs bort och ersattes med daglinjerna. Även daglinjeknippet 3–8–38 togs bort och ersattes tillsammans med linje 2 med linje 11.
I november 2000 presenterades en linjenätsutredning utförd av Trivector, som omfattade tre stomlinjer med tiominuterstrafik och tre lokallinjer med halvtimmestrafik. Utredningen omfattade förutom Gävles lokalbussar även de regionala linjerna 91 (Gävle-Valbo-Sandviken) och 99 (Gävle-Valbo via Lund). Det nya linjenätet avsågs genomföras under år 2002 och beräknades kosta 9–11 miljoner kronor mer per år än det befintliga nätet.
På grund av kommunens dåliga ekonomi sköts emellertid genomförandet av det nya linjenätet på framtiden. När det nya linjenätet, något modifierat, infördes i augusti 2004 var det uttalade målet att trafiken skulle vara i stort sett lika bra som tidigare, men till lägre kostnad. Linjenätet fick hård kritik för att bussen till Hemlingby drogs in.
I linjenätsutredningen ingick en ny central byteshållplats, som beslöts ligga vid Rådhustorget, där den befintliga huvudhållplatsen låg. På grund av ekonomin har ombyggnaden skjutits upp på obestämd framtid. På grund av att lokalbusstrafiken är Gävle kommuns ansvar finns heller ingen samordning med regionalbusstrafikens behov.
En annan hållplats som är välkänd är Gävle Central, som ligger vid Gävle centralstation trafikeras av stadsbussar och regionalbussar samt linjerna 150, 151, 173 som används i sjukvårdssyfte eftersom dessa bussar trafikerar sjukhus i Gästrikland och Uppland.

## Nuvarande linjenät
| Linje | Sträcka                                                                                                   | Ungefärlig turtäthet i dagstrafik (vardagar) |
| 1     | Stomlinje: Valbo - Gävle Rådhus - Brynäs - Bomhus                                                         | Kvartstrafik                                 |
| 2     | Stomlinje: Sätra - Gävle sjukhus - Gävle Rådhus - Andersberg                                              | Tiominuterstrafik                            |
| 3     | Stomlinje: Hille - Stigslund - Gavlehov - Gävle Rådhus - Södra Bomhus                                     | Kvartstrafik                                 |
| 4     | Stomlinje: Hagaström - Gävle Sjukhus - Gävle Rådhus - Olsbacka - Hemlingby Köpcentrum (-Ersbo)            | Tjugominuterstrafik                          |
| 11    | Åbyggeby - Strömsbro - Näringen - Gävle Rådhus                                                            | Halvtimmestrafik                             |
| 12    | Sätra - Gävle Rådhus - Brynäs - Södra Bomhus - Bomhus (- Lillhagsskolan)                                  | Halvtimmestrafik                             |
| 14    | Hemlingby Köpcentrum - Sörby - Gävle Rådhus - Gävle Strand - Fjällbackens Köpcentrum                      | Halvtimmestrafik                             |
| 15    | Campus Sätra - Gävle Sjukhus - Teknikparken - Högskolan - Centrum Rådhuset - Gävle Central - Gävle Strand | Halvtimmestrafik                             |

## Nattrafik
Linjerna 1, 2, 3, 11 och 12 har nattrafik natt mot lördag och natt mot sön- och helgdag. Turtätheten är halvtimmestrafik (linjerna 1-3) och timmestrafik (linjerna 10-12) och sista avgången är ungefär 02.00 mot Gävle och 02.20 från Gävle.

## Framtiden
På längre sikt är målet tiominuterstrafik även på linje 3 och ett nytt biljettsystem som medger påstigning i alla dörrar. Det finns också lösa idéer om en bussgata mellan sjukhuset och Sätra via en tänkt järnvägsstation i Tolvfors.